# Nicator gularis
Nicator gularis là một loài chim trong họ Nicatoridae.